# Olof Mellberg
Olof Mellberg (wym. [ˈuːˌlɔf ˈmɛlˌbærj]; ur. 3 września 1977 w Amnehärad) – szwedzki piłkarz występujący na pozycji obrońcy. Były kapitan reprezentacji Szwecji.

## Kariera

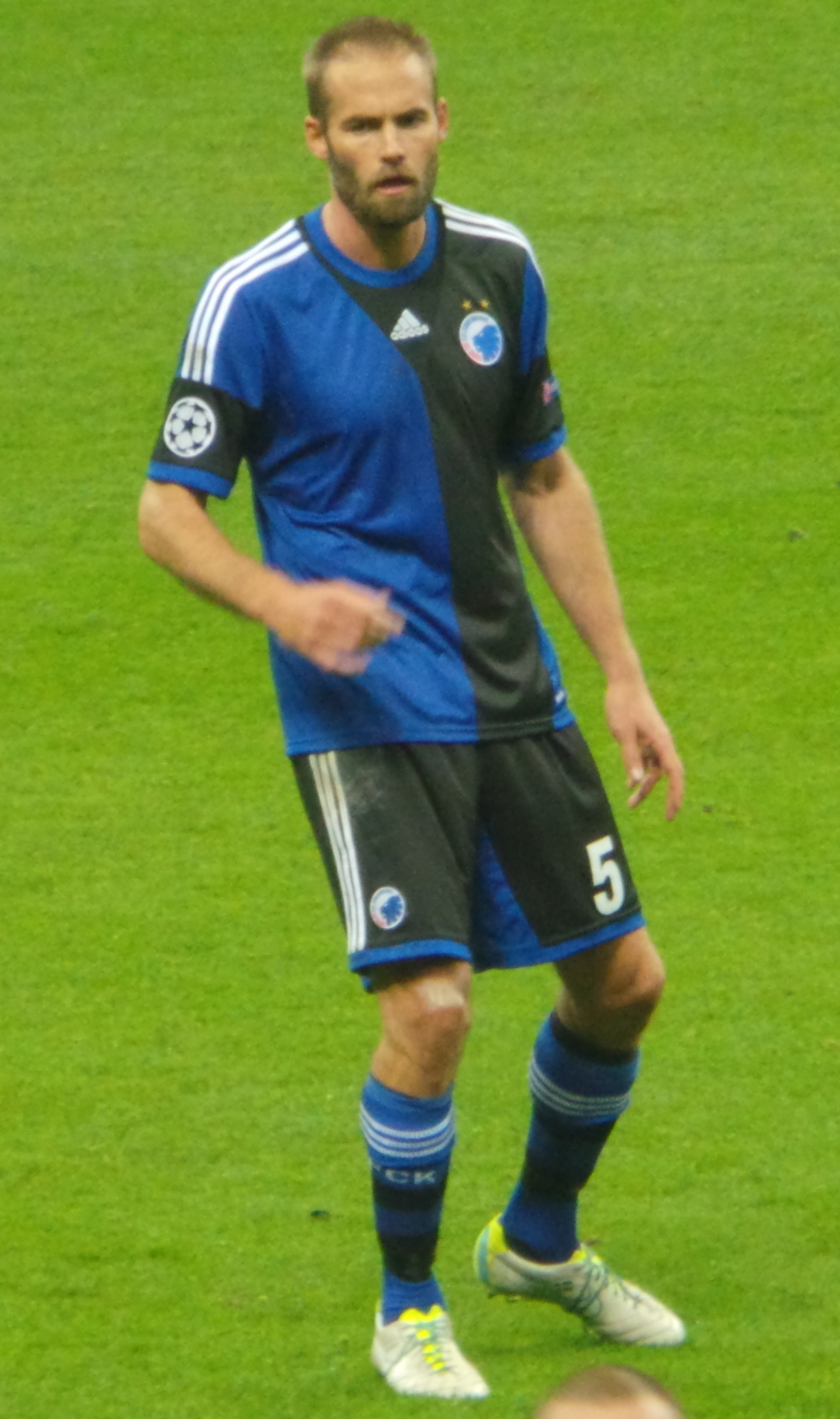
Mellberg w barwach Kopenhagi.

Był dobrze zapowiadającym się tenisistą, lecz porzucił ten sport, by związać swoją przyszłość z piłką nożną. W latach 1996–1998 grał w szwedzkich klubach Degerfors i AIK Fotboll. Następne dwa sezony spędził w Hiszpanii, gdzie wystąpił 97 razy w barwach Racingu Santander.
19 czerwca 2001 roku został kupiony przez Aston Villę za 6 milionów funtów. W Anglii zadebiutował w meczu z Tottenhamem Hotspur. W sezonie 2003/04 pomógł doprowadzić klub do szóstego miejsca w lidze angielskiej.
Podczas styczniowego okienka transferowego w 2008 roku. podpisał kontrakt z Juventusem, na mocy którego dołączył do klubu z Turynu 1 lipca.
W czerwcu 2009 roku przeszedł do greckiego Olympiakosu Pireus. Kwota transferu wyniosła 2,5 miliona €. W 2012 roku został zawodnikiem Villarrealu.
W reprezentacji zadebiutował 23 lutego 2000 roku w meczu z Włochami. W reprezentacji Mellberg wystąpił 117 razy i zdobył osiem bramek.
Jest autorem jednego z najdziwniejszych goli samobójczych w historii futbolu. W meczu Aston Villa z Birmingham, wykonując rzut z autu, wyrzucił piłkę w kierunku bramkarza własnej drużyny, Petera Enckelmana z zamierzeniem, że ten odegra ją do innego piłkarza swej drużyny. Enckelman jednak nie przyjął piłki, a ta powoli wtoczyła się do jego bramki.
W meczu z Anglią na Mistrzostwach Europy w 2012 zdobył 1 gola w 59 minucie.